# Spinnekop (tractormerk)
Spinnekop NV werd in 1961 opgericht door meneer Spinnewyn in Ieper, België, toen de mechanisering in de landbouw volop aan de gang was. De transportband zou daarin een belangrijke rol gaan spelen. Spinnewyn zag een gat in de markt en startte de firma Spinnekop op basis van deze specialisatie. Wat tegenwoordig nog steeds de specialiteit is van Spinnenkop.

## Tractoren
Spinnekop heeft ook geëxperimenteerd met het maken van tractoren. Wat leidde tot de Spinnekop Favache die in kleine getalen geproduceerd is en leverbaar was in twee kleuren groen en oranje. De vraag naar tractoren viel tegen en de productie werd gestaakt daarna ging spinnekop verder met hun productie van transsportbanden.

## Sinds 1996[(sinds) wanneer?]
In 1996 kwamen Marc De Maeght en Ronny Maesen in de firma. Het productaanbod werd uitgebreid met de verwerking van RVS en met specialisatie maatwerk voor de (groentenverwerkende) industrie. De productiecapaciteit werd uitgebreid door de bouw van nieuwe werkplaatsen en door de investeringen in machines en medewerkers. Hierdoor levert Spinnekop tegenwoordig Hallenvullers en andere transportbanden voor de agrarische sector maar maakt ook transportbanden op maat voor groenteverwerkers.